# Trésorerie de Saint-Laurent-du-Maroni
La Trésorerie de Saint-Laurent-du-Maroni est un monument historique de Guyane situé dans la ville de Saint-Laurent-du-Maroni.
Le site est classé monument historique par arrêté du 9 mars 1999.